# 海倫鎮區 (明尼蘇達州麥克萊德縣)
海倫鎮區（英語：Helen Township）是位於美國明尼蘇達州麥克萊德縣的一個行政鎮區。

## 地方資料
海倫鎮區的面積為90.92平方千米，當中陸地面積為90.85平方千米，而水域面積為0.07平方千米。根據2020年美國人口普查的數據，當地共有人口833人，而人口密度為每平方千米9.16人。